# Distrito Municipal de Central Karoo
Central Karoo (en afrikáans: Sentraal Karoo-distriksmunisipaliteit) es un distrito municipal de Sudáfrica en la provincia Occidental del Cabo.
Comprende una superficie de 38,853 km² km².
El centro administrativo es la ciudad de Beaufort-Wes.

## Demografía
Según datos del 2007 contaba con una población total de 56 230 habitantes.